# Erythropitta dohertyi
La pita de Sula (Erythropitta dohertyi) es una especie de ave paseriforme de la familia Pittidae endémica de las islas Sula y Banggai, en Indonesia. Anteriormente se consideraba una subespecie de la pita ventrirroja. 

## Distribución y hábitat
Se encuentra únicamente en algunas de las islas Sula (Taliabu, Seho y Mangole) y dos de las islas Banggai (Peleng y Banggai). Su hábitat natural son los bosques húmedos tropicales. Está amenazada por la pérdida de hábitat.